# Tim Rüdiger
Tim Rüdiger (* 9. Juli 1998 in Alsfeld) ist ein deutscher Handballspieler.
Der 1,70 Meter große Außenspieler läuft seit 2023 für den Zweitligisten TV Hüttenberg auf.

## Karriere
Tim Rüdiger wurde in eine handballbegeisterte Familie geboren und lernte das Handballspielen beim TV Alsfeld. Über verschiedene Auswahltrainings fand er ab der C-Jugend den Weg zur HSG Wetzlar, deren Jugendmannschaften er durchlief und für die er in der A-Jugend-Bundesliga spielte. In der Saison 2016/17 gewann er mit der Wetzlarer U19 gegen die A-Jugend der Füchse Berlin am 3. Juni 2017 den Deutschen Meistertitel. In den beiden Finalspielen erzielte er als Topscorer für sein Team insgesamt 16 Tore. Darauf erhielt er seinen ersten Profi-Vertrag in der Bundesligamannschaft der HSG Wetzlar für die Saison 2017/2018 mit weiteren Einsätzen in der U23 der HSG-Wetzlar. Nach einer schweren Knie-Verletzung in der Vorbereitung der Saison 2017/2018 gab er nach Reha-Zeit sein Comeback in der Saison 2018/2019. Zur Saison 2019/2020 wechselte er dann in die 2. Handball-Bundesliga zur TuS Ferndorf, für welche er drei Saisons bestritt, bevor er 2022/2023 zurück zur HSG Dutenhofen/Münchholzhausen zurückkehrte. In der Drittliga-Saison 2022/2023 war er bester Torschütze seines Teams mit 155 Toren in 24 Spielen. Im Sommer 2023 wechselte er zum Zweitligisten TV Hüttenberg.